# 木瀬川 (矢作川水系)
木瀬川（きせがわ）は、愛知県豊田市を流れ犬伏川に合流する一級河川。

## 概要
矢作川水系の支流である。延長12.0km、流域面積26.7平方キロメートル。

## 地理
愛知県豊田市北西部の岐阜県土岐市との境界にある三国山（豊田市白川町）に源を発し南に流れる。木瀬ダム（同市三箇町、木瀬町）を経由して、豊田市御作町の御作浜井場交差点付近で犬伏川に合流する。流域の全域が豊田市のうち旧・藤岡町に含まれている。

## 流域の自治体
愛知県
豊田市